# Brankowci (obwód Widyń)
Brankowci (bułg. Бранковци) – wieś w Bułgarii, w obwodzie Widyń, w gminie Gramada. W 2024 roku liczyła 73 mieszkańców.

## Historia
Podczas badań archeologicznych w pobliżu wsi, prowadzonych w 2019 roku pod kierunkiem arch. Katii Mełamedowej (NAIM-BAN) w średniowiecznej osadzie z X–XIII w., prof. Złatozar Boew odkrył szczątki 9 gatunków zwierząt, m.in. jelenia szlachetnego, sarny i dzika oraz zwierząt domowych, jak: bydło, konie, kozy, owce, świnie i kury, co świadczy, że mieszkańcy utrzymywali się z hodowli zwierząt.